# 赫格隆登峰
61°56′45″N 9°54′1″E / 61.94583°N 9.90028°E

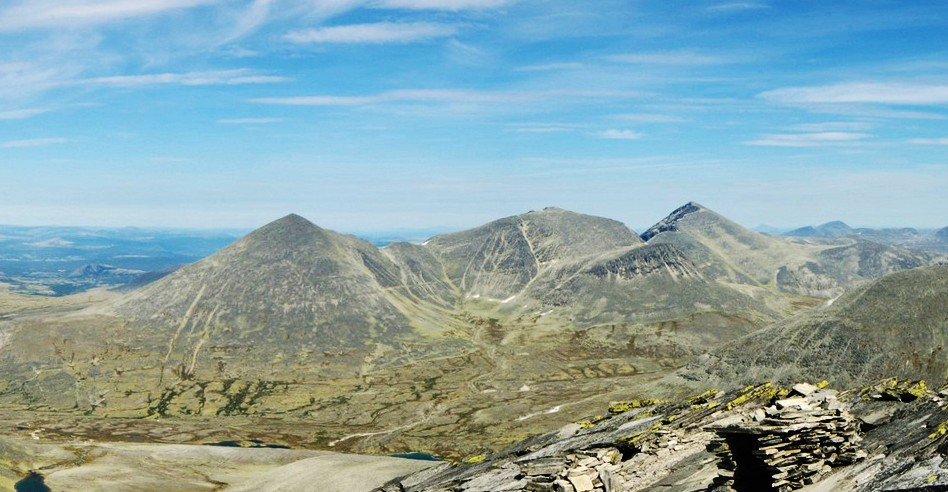

赫格隆登峰是挪威的山峰，位於該國東南部內陸郡，處於福爾達爾，距離首都奧斯陸230公里，屬於龍達訥山脈的一部分，海拔高度2,114米。